# Atxuri (Munguía)
Atxuri es una entidad de población española del municipio de Munguía, perteneciente a la provincia de Vizcaya, en la comunidad autónoma del País Vasco.

## Toponimia
El lugar puede aparecer referido con las grafías «Atxuri» y «Achuri».

## Historia
Hacia mediados del siglo XIX, el lugar, una barriada ya por entonces perteneciente a la anteiglesia de Munguía, tenía contabilizada una población de 190 habitantes. Aparece descrito en el primer volumen del Diccionario geográfico-estadístico-histórico de España y sus posesiones de Ultramar de Pascual Madoz con las siguientes palabras:

ACHURI: barriada en la prov. de Vizcaya, part. jud. de Bermeo y anteig. de Munguia (V.): tiene una ermita (San Martin), en la que solo se celebran 3 ó 4 misas al año: pobl. 38 vec.: 190 alm.
(Madoz, 1845, p. 77)

En 2023, la entidad singular de población tenía empadronados 282 habitantes.